# Wife Number Two
Wife Number Two è un film muto del 1917 sceneggiato e diretto da William Nigh. Interpretato da Valeska Suratt, segue la falsariga di Madame Bovary, il celebre romanzo di Gustave Flaubert.

## Trama
Annoiata dalla vita di provincia e incompresa dai genitori, Emma Rolfe sposa un medico, il dottor Charles Bovar, molto più anziano di lei e tutto preso dalla propria professione. Corteggiata dai giovani della città, Emma si lascia coinvolgere in una storia d'amore con Rudolph Bulwer. Ma, quest'ultimo, benché professi grandi slanci amorosi nei suoi confronti, la lascia sola la notte nella quale i due avevano programmato la loro fuga. Emma, disperata, prende dell'acido dall'armadietto dei medicinali del marito e poi si reca sulla riva del fiume dove vuole suicidarsi. Mentre sta entrando in acqua, cambia idea e decide di ritornare a casa, a confessare tutto al marito. Ma la sponda del fiume cede e lei annega, travolta dalla corrente. Charles, a casa, scopre le lettere dell'amante di Emma; nonostante ciò, difende l'onore della moglie davanti a tutti e, nel profondo del suo cuore, la perdona.

## Produzione
Benché Madame Bovary non appaia come fonte letteraria del film prodotto dalla Fox Film Corporation, la trama si richiama inconfondibilmente a quella del romanzo di Flaubert come i nomi dei personaggi della pellicola.

## Distribuzione
Il copyright del film, richiesto da William Fox, fu registrato il 29 luglio 1917 con il numero LP11149. Lo stesso giorno, distribuito dalla Fox Film Corporation, il film uscì nelle sale cinematografiche statunitensi.
Non si conoscono copie ancora esistenti della pellicola che viene considerata presumibilmente perduta.